# Європейська вулиця (Умань)
Європейська ву́лиця — вулиця в Умані, є центральною артерією міста.

## Розташування
Починається від площі Соборності в центральній частині міста. Простягається на північний захід до колишньої військової частини та аеродрому. Перетинається з такими вулицями: В'ячеслава Чорновола, Велика Фонтанна, Володимирська, Василя Стуса та Тищика.

## Історія
До 20216 року носила ім'я Леніна. 19 лютого 2016 року Уманська міська рада розпорядилася перейменувати вулицю Леніна на вулицю Європейську відповідно до Закону України «Про засудження комуністичного та націонал-соціалістичного (нацистського) тоталітарного режимів в Україні та заборону пропаганди їхньої символіки».

## Опис

Районний відділок міліції

Вулиця широка, по 1-2 смузі руху в кожен бік.

## Будівлі

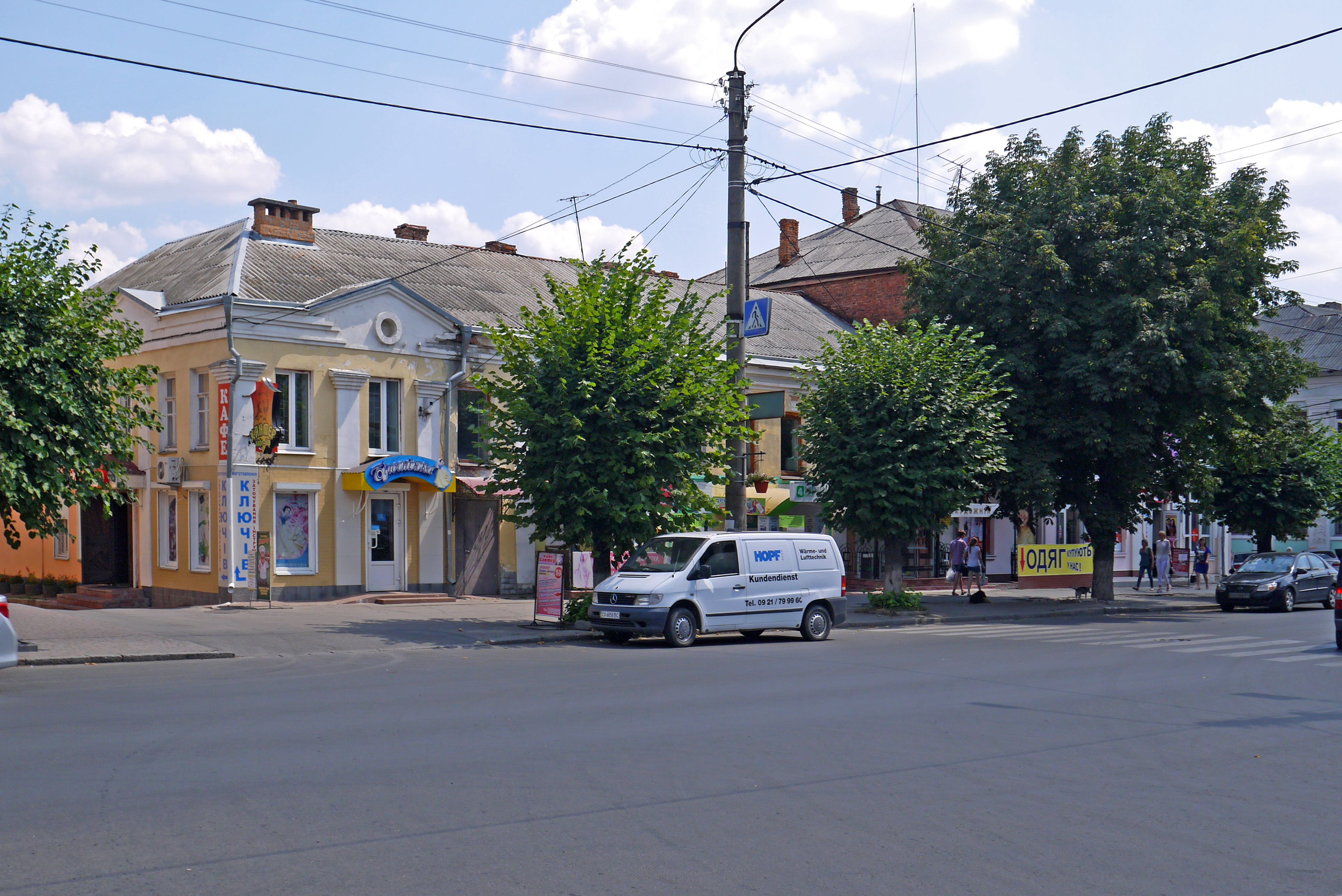
Вулиця Європейська, 16

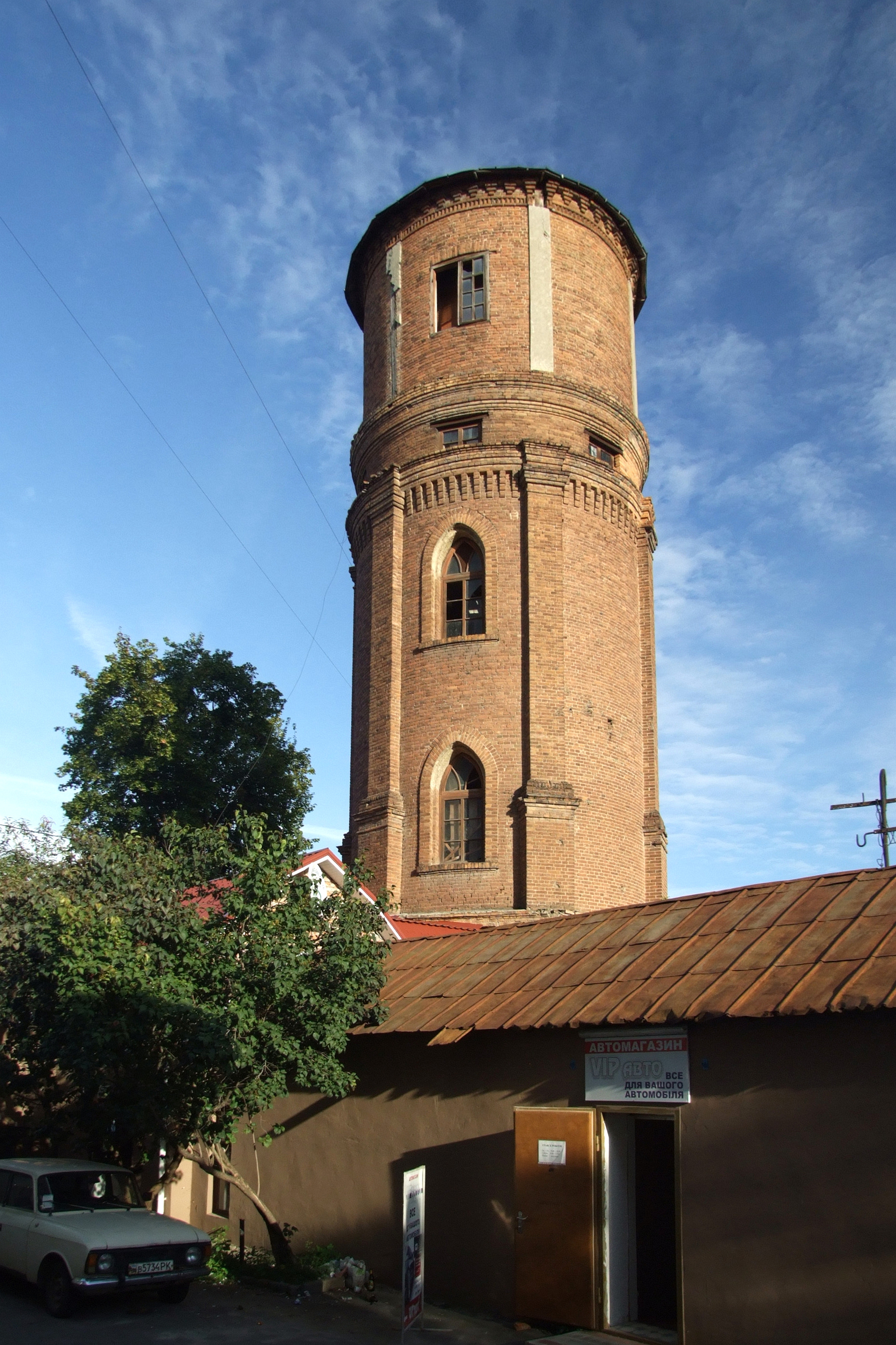
Водонапірна вежа

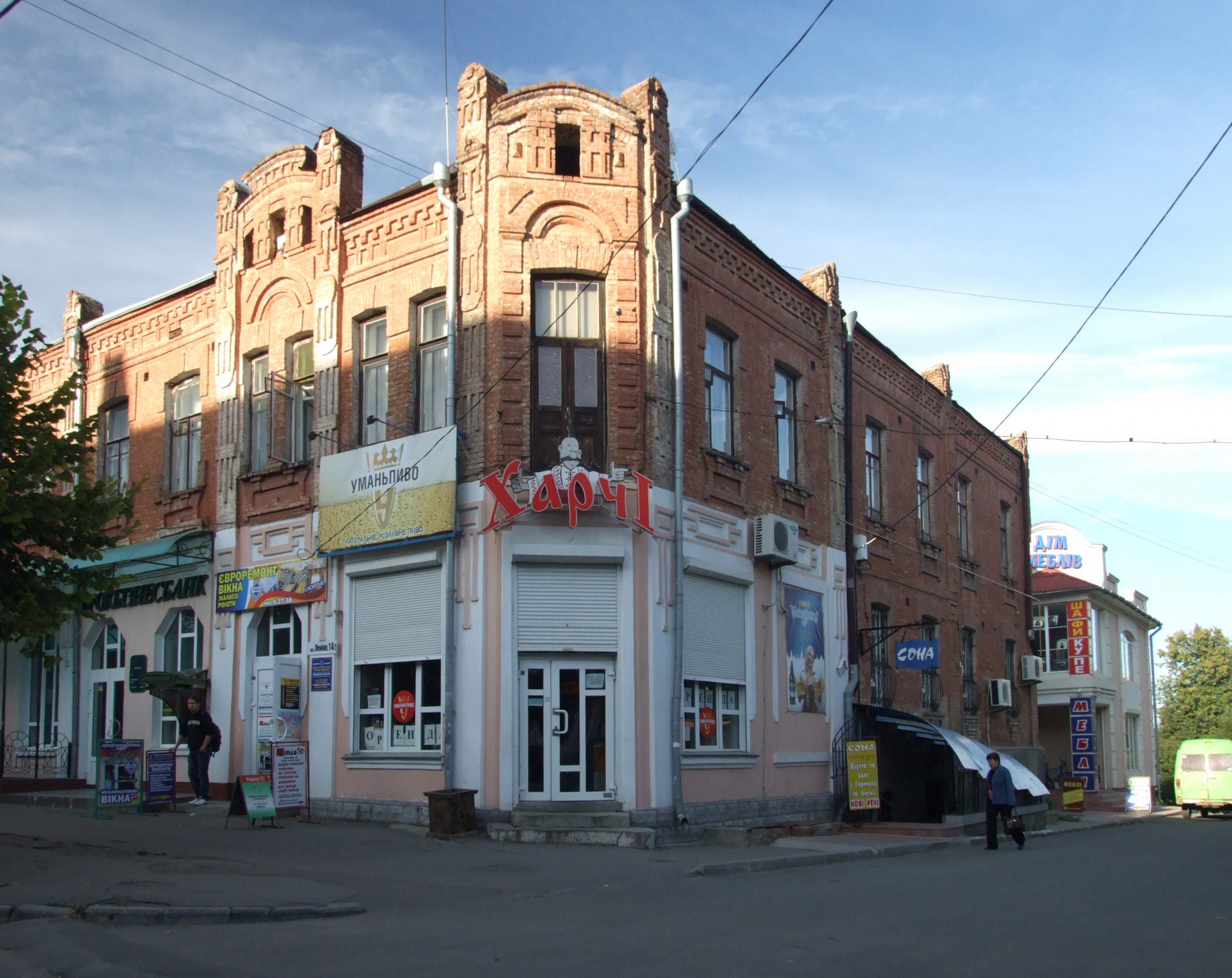
Вулиця Європейська, 14

По вулиці розташовані центральний поштамт, районний відділок міліції, багато магазинів та відділень банків.
За адресою вулиця Європейська, 14 розташований прибутковий будинок початку ХХ століття. За часів УРСР тут був комісійний магазин. Наразі будинок повністю зайнятий комерційними структурами.
За адресою вулиця Європейська, 16 розташований ще один прибутковий будинок початку ХХ століття. У ті часи тут знаходився електротеатр «Штремер». У 2004 році до будинку, не змінюючи його архітектурної форми, було зроблено прибудову, у якій розташувалося кафе.
За адресою вулиця Європейська, 17 розташована приватна садиба відомого уманського громадського діяча і міського лікаря Юрія Крамаренка, батька українського художника Льва Крамаренка. Будинок почали будувати із середини березня 1911 року і до 1 червня того ж року він був закінчений. Наразі будинок використовується як приватне житло та частину займає магазин.
За адресою вулиця Європейська, 20 розташований житловий будинок початку ХХ століття. До початку Другої світової війни тут був двоповерховий житловий будинок. У 1966 році для створення мешканцям кращих житлових умов та надання можливості користуватися всіма комунальними послугами до нього добудували два поверхи. У 1967 році після реконструкції будинок було введено в експлуатацію. Наразі перші три поверхи будинку майже повністю зайняті комерційними структурами.
За адресою вулиця Європейська, 29 розташована пам'ятка архітектури місцевого значення — водонапірна вежа. Вона була побудована в період між 1900 та 1906 роками. 31 грудня 2006 року тут було відкрито аптеку. У 2010 р. до башти прибудували приміщення, які на цей час використовуються із комерційною метою.